# 破壊衝動
破壊衝動（はかいしょうどう）とは、人間に様々な事柄が原因となって主に発作的に沸き起こる衝動であり、そこから物事を破壊したり暴れるといった行為を起こすという欲求に駆り立てられるという状態になる。

## 概説
誰もがこのような衝動に駆られることはあるものの通常はそれを抑えられているがゆえに社会は平穏を維持できているのだが、稀にこれが抑えられなくなって欲望の赴くままに行動してしまうことがある。
フロイト派のフランスの哲学者ジャック・ラカンの図式に従えば、人間は生まれた後に、超自我＝規範をインストールされる。人間に固有の規定不能なエネルギー＝エスが超自我によって型にはめられるように規範が形成されるのだが、もともと不定形なエネルギー＝エスが定形化するということは必ず反作用を生む。この反作用が規範に対する破壊衝動として現出する。ラカンはそうした反作用を享楽と捉えた。